# Eurema dina
Eurema dina é uma borboleta da família Pieridae. Encontra-se desde o Panamá até ao sul da Flórida. A espécie é regularmente registadas desde o sul do Texas e sudeste do Arizona. O habitat natural consiste em fronteiras de matos, campos com arbustos e florestas abertas.
As larvas alimentam-se de Alvaradoa amorphoides na Flórida e Picramnia na América Central.